# Ares Borghese
O Ares Borghese é uma das mais afamadas representações antigas do deus grego Ares. Das muitas cópias que sobrevivem do mesmo modelo, a versão Borghese, que faz parte da coleção do Museu do Louvre, em Paris, França, é a mais bem conservada e a mais célebre, sendo considerada a base comparativa da sua prolífica tipologia. Esta cópia não foi citada na literatura senão em 1607, quando Lelio Ceoli a vendeu para o cardeal Scipione Borghese, de onde a estátua tirou seu nome, sendo instalada em sua villa em Roma. Em 1807 foi adquirida pelo Louvre.
A figura tem um tamanho ligeiramente acima do natural (2,11 m) e foi realizada em mármore branco. Está numa posição próxima do clássico contrapposto, salvo pela colocação dos pés, que tocam ambos o solo com toda a sua planta. Na cabeça tem um elmo com figuras de grifos e cães em relevo, e no tornozelo direito traz um anel. Sua face é tranquila, tem a boca ligeiramente entreaberta. Provavelmente em sua origem o braço esquerdo portava um escudo de metal, mas como a parte distal deste braço, desde o cotovelo, é uma reconstrução moderna, os seus atributos originais são disputados, e mesmo a atual posição do membro é debatida. Orifícios, hoje ocluídos, que existiam no lado esquerdo do torso, devem ser remanescentes de ligações marmóreas com o braço primitivo, recurso técnico usado para dar maior estabilidade a extremidades frágeis. O tronco de palmeira que lhe dá suporte também é uma reconstrução, assim como a ponta do nariz e os dedos do pé direito. A mão direita pode ter segurado uma lança, como existe em uma cópia encontrada em Leptis Magna, e no topo do elmo deveria haver uma crista de plumas ou crinas.
Sua autoria é difícil de estabelecer. Há um consenso de que esta peça foi criada em Roma no período imperial, entre os séculos I e II d.C., mas se é uma cópia de um original grego ou se é uma criação inteiramente romana, isso ainda não pôde ser definido. No primeiro caso, tratar-se-ia de uma cópia de um protótipo em bronze, hoje perdido, datável do fim do século V a.C. Há forte semelhança do cânone anatômico e do perfil do rosto do Ares com o célebre Doríforo, de Policleto, um dos fundadores do estilo Clássico na escultura grega. Adolf Furtwängler sugeriu uma autoria de Alcâmenes, ou talvez proviesse da oficina de Fídias. Hartswick alegou que a autoria de Alcâmenes é largamente aceita, mas não há prova documental, e de fato subsiste bastante polêmica. O Louvre se exime de indicar um autor.
No segundo caso, se não for uma cópia de alguma estátua específica mais antiga, é uma original e bem sucedida releitura romana da tradição clássica. A grande quantidade de cópias sobreviventes, 24, indica que o modelo foi muito apreciado. Hartswick referiu que, até onde se sabe, nenhuma das cópias foi encontrada em solo grego, e que o suposto protótipo do século V a.C. igualmente não foi encontrado na Grécia representado em nenhum outro meio (moedas, vasos, relevos ou outros), mas observou também que a representação de Ares foi sempre rara na Grécia, não sendo um deus popular. A forma de seu elmo também remete a padrões romanos. De qualquer forma, suas linhas gerais são claramente uma recuperação do ideal do Alto Classicismo, recuperação explicada pelo amor que os romanos devotavam à tradição artística grega, especialmente à do período Clássico, cujas obras eram tidas como insuperáveis em dignidade, equilíbrio e beleza. Augusto especialmente foi um grande mecenas e apreciador desse estilo, e sob seu reinado a escultura romana iniciou sua fase de apogeu.
A identificação do sujeito como Ares, ainda que em geral aceita, também não é livre de controvérsias e variou ao longo do tempo. Ela se tornou problemática porque na vasta maioria das representações gregas Ares é barbado e é um homem maduro, e o Ares Borghese tem barba rala e apenas nos lados da face, e aparenta ser jovem. Winckelmann em 1767 a aceitou e disse que o anel que a figura traz em seu tornozelo era um sinal comum em estátuas de culto, significando o vínculo entre o deus e seus devotos. Em 1782, porém, Ennio Visconti supôs que representaria Aquiles, opinião repetida no catálogo das coleções da Villa Borghese publicado em 1796. Furtwängler em 1893 sugeriu novamente Ares, pois para ele a tornozeleira teria sido um presente de Afrodite, ou um símbolo da armadilha armada pelo Hefesto traído. A ligação com o universo marciano foi reivindicada também por Freyer em 1962, que identificou o mesmo adorno em vasos pintados, e que seria um presente dado costumeiramente pelas mulheres para os guerreiros. Teseu também foi proposto, e recentemente Hartswick retomou a identificação apresentada por Winckelmann, acrescentando que o anel poderia ser a expressão de um desejo de paz, "prendendo" o deus e impedindo que ele desencadeasse as guerras, que são a sua principal atividade. Curiosamente, este anel não se encontra nas outras cópias, sugerindo que esta em particular desempenhava uma função específica. Segundo Hartswick, é possível que a criação do Ares Borghese esteja ligada a um programa de Augusto de estabelecimento de seu neto Calígula como um "Novo Ares" em Atenas, e a estátua poderia ser um retrato idealizado de Calígula nesta condição divinizada.